# Baxter (Minnesota)
Pour les articles homonymes, voir Baxter.
La ville de Baxter est située dans le comté de Crow Wing, dans l’État du Minnesota, aux États-Unis. Lors du recensement de 2010, sa population s’élevait à 7 610 habitants. Baxter fait partie de l’agglomération de Brainerd.